# 1983~1987 / 1994~1998
1983~1987 / 1994~1998 är en samlingsbox med det amerikanska death metal-bandet Necrophagia. Boxen innehåller 3 CD'er och gavs ut 2007 av skivbolaget AreaDeath Productions.

## Låtförteckning
CD 1
Season of the Dead (februari 1987)
1. "Season of the Dead" (instrumental) – 3:45
2. "Forbidden Pleasure" – 2:30
3. "Bleeding Torment" – 4:50
4. "Insane for Blood" – 3:10
5. "Reincarnation" – 2:20
6. "Ancient Slumber" – 5:15
7. "Mental Decay" – 3:35
8. "Abomination" – 4:31
9. "Terminal Vision" – 4:30
10. "Painful Discharge" – 3:10
11. "Beyond and Back" – 4:10

Outgiven 7" EP (1986)
1. "Chainsaw Lust" – 1:10
2. "Intense Mutilation" – 0:47
3. "Return to Life" – 0:49
4. "Autopsy on the Living Dead" – 2:15

CD 2
Death Is Fun (demo 1984)
1. "Autopsy on the Living Dead" – 2:43
2. "Death Is Fun" – 1:24
3. "Communion of Death" – 3:22
4. "Insane for Blood" – 2:11

Autopsy on the Living Dead (demo 1985)
1. "Necrophagia" – 2:06
2. Vomit" – 3:25

Rise from the Crypt Rehearsal (maj 1985)
1. "Rise From The Crypt" – 3:29
2. "Kill..." – 3:20
3. "Chainsaw Lust" – 1:12
4. "Demonic Possession" – 2:47

Power Through Darkness (demo februari 1986)
1. "Witchcraft" – 2:54
2. "Power Through Darkness" – 1:50
3. "Young Burial" – 2:09
4. "Chainsaw Lust" – 1:07
5. "Autopsy on the Living Dead" – 2:09

Nightmare Continues (demo oktober 1986)
1. "Intro / Abomination" – 3:57
2. "Communion of Death" – 4:08
3. "Young Burial" – 1:57
4. "Black Apparition" – 5:07

CD 3
Holocausto de la Morte (1998)
1. "Bloodfreak" – 4:58
2. "Embalmed Yet I Breathe" – 5:06
3. "The Cross Burns Black" – 7:08
4. "Deep Inside, I Plant the Devils Seed" – 4:56
5. "Burning Moon Sickness" – 4:26
6. "Cadaverous Screams of My Deceased Lover" – 7:57
7. "Children of the Vortex" – 3:39
8. "Hymns of Divine Genocide" – 1:35

Black Blood Vomitorium EP (2000)
1. "And You Will Live in Terror" – 5:20
2. "They Dwell Beneath" – 4:24
3. "It Lives in the Woods" – 3:22
4. "Black Blood Vomitorium" – 2:35

Lives in the Woods (demo 1998)
1. "Devil Eyes" – 3:59
2. "Burning Moon Sickness" – 3:27

## Medverkande
Musiker (Necrophagia-medlemmar)
- Killjoy (Frank Pucci) – sång
- Bill James – basgitarr
- Joe Blazer – trummor
- Larry "Madthrash" Madison – gitarr
- Anton Crowley (Phil Anselmo) – gitarr
- Dustin Havnen – basgitarr
- Wayne "Doobie" Fabra – trummor

Bidragande musiker
- Maniac (Sven Erik Kristiansen) – sång

Produktion
- Killjoy – producent
- Henry Yoder – ljudtekniker
- Keith Falgout – ljudtekniker